# Allée de Longchamp
L'allée de Longchamp est une voie située dans le 16e arrondissement de Paris, en France.

## Situation et accès
C'est une longue voie qui traverse le bois de Boulogne du Nord-Est au Sud-Ouest.

## Origine du nom
La voie est ainsi nommée car elle permet de rejoindre l'hippodrome de Longchamp.
Elle s'est autrefois appelée « allée des Acacias ».

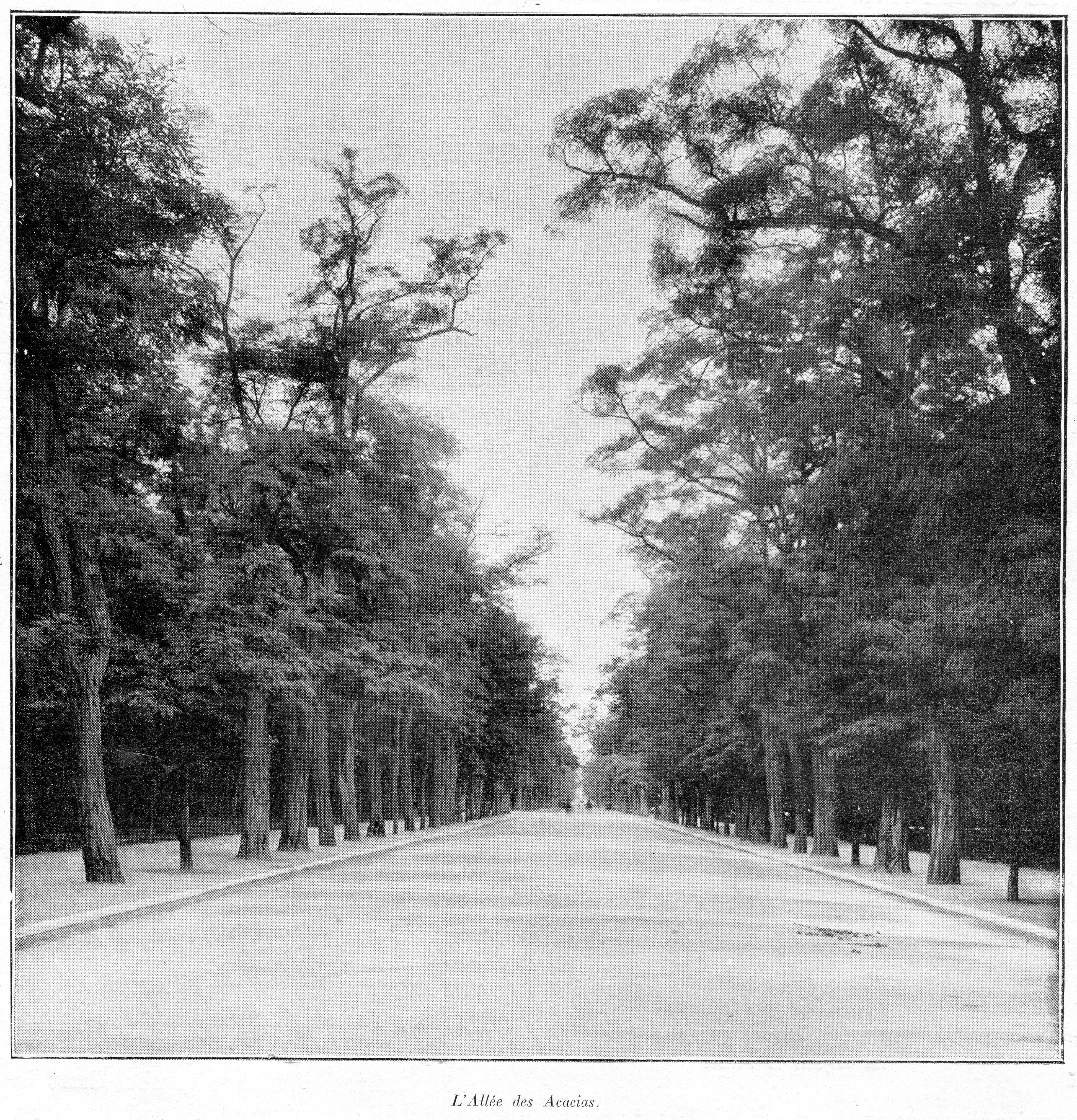
L'allée des Acacias par Clément Maurice (1897).

## Bâtiments remarquables et lieux de mémoire
- Pavillon d'Armenonville.

## Dans la peinture
- Roger de La Fresnaye, L'Allée des Acacias, au bois de Boulogne, 1908, musée Carnavalet[1].